# Queimado
Queimado é um distrito do município da Serra, no Espírito Santo.
Abrange atualmente uma área de cerca de 77 quilômetros quadrados. A região onde está situado já pertenceu aos municípios de Vitória e Santa Leopoldina. O local tem esse nome em referência à maior insurreição de escravizados no Espírito Santo.
A região é conhecida, justamente, por ter sido palco da chamada Insurreição do Queimado, onde o povo negro da região em buscava a liberdade. A revolta, segundo historiadores, foi um grito do povo oprimido.

## Histórico
No ano de 1849 ocorreu, em Queimado, uma revolta de negros escravos. Cerca de trezentos deles se rebelaram na mais sangrenta revolta do Estado do Espírito Santo, cerca de 20 negros foram mortos ou feridos, perseguidos como animais por Capitães do Mato, ajudados por voluntários da região. A busca foi cruel e selvagem e feita por impiedosos "batedores do mato" (como eram chamados os Capitães do Mato). Para alguns pesquisadores, a Insurreição do Queimado, não foi a única revolta escrava acontecida no Município da Serra. No ano de 1842, já havia acontecido uma pequena revolta de escravos, sem grandes consequências. Durante décadas não se deu a devida atenção à revolta ocorrida no distrito do Queimado, a elite local tentou, inclusive, menosprezar sua importância. Hoje, porém, sabe-se que a a Insureição do Queimado foi, para os capixabas, um marco na luta dos negros pela liberdade.[carece de fontes?]
Muito embora a revolta tenha durado apenas 5 dias, o Governo Imperial enviou cerca de 31 soldados comandados por um Oficial. Ou seja, com uma duração de menos de uma semana, a revolta conseguiu mobilizar uma força policial forte, que contou também com cerca de vinte praças da Companhia Fixa de Caçadores, localizada na capital Vitória.